# Whatever People Say I Am, That's What I'm Not
Whatever People Say I Am, That's What I'm Not (en español: Lo que la gente diga que soy, eso es lo que no soy) es el álbum debut de la banda de rock inglesa Arctic Monkeys, lanzado el 23 de enero de 2006 bajo el sello Domino Records y grabado en Chapel Studios, Lincolnshire y 2 Fly Studios, Sheffield. El disco se convertiría en el álbum debut de venta más rápida en toda la historia del Reino Unido, superando así el álbum homónimo del grupo Elastica, vendiendo más de 360.000 copias en su primera semana de lanzamiento, y desde entonces manteniéndose como el álbum debut de venta más rápida por una banda. El álbum es séxtuple platino en el Reino Unido.
El álbum incluye las dos canciones (Fake Tales of San Francisco y From the Ritz to the Rubble) que componían el EP debut de la banda, Five Minutes with Arctic Monkeys, así como los dos primeros sencillos de la banda los cuales quedaron en #1 en el Reino Unido, I Bet You Look Good on the Dancefloor y When the Sun Goes Down.
Ganaría el Mercury Prize al mejor álbum en 2006, y estaría en la posición #371 en la lista de los 500 mejores álbumes de todos los tiempos según Rolling Stone. En 2013, Rolling Stone lo posicionaría en el #30 de su lista «100 Best Debut Albums of All Time».

## Lanzamiento
La fecha de lanzamiento oficial fue estimada en ser el 30 de enero de 2006, pero fue adelantada al 23 de enero del mismo año por la «alta demanda»". Aunque lo mismo pasó con Franz Ferdinand, sigue habiendo especulaciones de que el cambio de fecha fue para contradecir los efectos de la toma del álbum a sitios de compartición en línea. Aunque muchas de las canciones del álbum estuvieron disponibles para su descarga a principios de 2005 de demos regalados por la banda, las versiones regrabadas del álbum también fueron tomadas al Internet a finales de 2005.
En el primer día de lanzamiento, el álbum se convirtió en el álbum debut que más rápido se ha vendido en la historia del rock británico, vendiendo alrededor de 120,000 copias. A finales de la semana, el álbum había vendido 363,735 copias - más que el resto del top 20 de álbumes más vendidos combinados.
El lanzamiento del álbum en Estados Unidos el 21 de febrero de 2006 se convirtió en el segundo álbum más vendido en toda la historia del indie, vendiendo alrededor de 34,000 copias en su primera semana y colocándose en la posición #24 en la lista de popularidad general. El álbum también se colocó en #1 en Australia e Irlanda.
La canción Mardy Bum (en español: Malhumorada), aún sin ser lanzada como sencillo, apareció en la radio en Reino Unido a mitades de 2006. La canción «A Certain Romance» se colocó en la posición #90 en el Top 100 Tracks of 2006 (top 100 de canciones de 2006) de Pitchfork Media.

## Nombre
La semana antes de su lanzamiento, la fuente detrás del nombre del álbum fue revelada como una referencia del actor norteño Albert Finney y la película de los años 1960 Saturday Night and Sunday Morning. Los miembros de la banda son aficionados a las películas británicas de los años '60. 

Saturday Night and Sunday Morning es de lo que el álbum se trata. Canciones como 'The View from the Afternoon', 'Dancing Shoes', 'Still Take You Home' y 'From the Ritz to the Rubble' cubren un poco del fin de semana y tienen el mismo carácter.
Alex Turner

## Portada
La imagen de la portada del álbum es una foto de Chris McClure, un amigo de la banda y hermano de Jon McClure, tomada a tempranas horas de la mañana en el bar Korova, en Liverpool. La portada causó controversia cuando NHS criticó a la imagen por «reforzar la idea de que fumar está bien». El mánager de la banda denegó la acusación, y de hecho comentó lo contrario "Pueden ver de la imagen que fumar no le está haciendo bien al mundo". En marzo de 2006, McClure anunció que dejaría de fumar, por la falta de fondos.

## Grabación
Cuando la hora de grabar el álbum llegó, la banda fue muy inflexible, debido a que tenían «ideas muy claras sobre lo que querían hacer». El productor Jim Abbiss comentó que era la primera banda con la que haya trabajado que tuviera la lista de títulos en un orden específico para contar una historia muy detalladamente. Turner tenía la idea de contar la historia completa a través del álbum, así que grabaron el álbum en orden a la historia. Grabaron una canción por día.
La canción «Mardy Bum» fue grabada en Telstar Studios Munich por Andreas Bayr, producido por Alan Smyth. Mezclado por Jim Abbiss y Barny; grabación adicional en «When the Sun Goes Down» por Alan Smyth. Mezclado por Barny en Olympic Studios, Londres, asistencia por Owen Skinner.
En el 2012 el álbum fue ubicado en el puesto número 371 de la lista los 500 mejores álbumes de todos los tiempos según la revista Rolling Stone

## Lista de canciones
Todas las canciones escritas y compuestas por Alex Turner excepto en donde se indica. 
| N.º | Título                                                                         | Duración |  |
| 1.  | «The View from the Afternoon»                                                  | 3:38     |  |
| 2.  | «I Bet You Look Good on the Dancefloor»                                        | 2:53     |  |
| 3.  | «Fake Tales of San Francisco»                                                  | 2:57     |  |
| 4.  | «Dancing Shoes»                                                                | 2:21     |  |
| 5.  | «You Probably Couldn't See for the Lights But You Were Staring Straight at Me» | 2:10     |  |
| 6.  | «Still Take You Home» (Cook)                                                   | 2:53     |  |
| 7.  | «Riot Van»                                                                     | 2:14     |  |
| 8.  | «Red Light Indicates Doors Are Secured»                                        | 2:23     |  |
| 9.  | «Mardy Bum»                                                                    | 2:55     |  |
| 10. | «Perhaps Vampires Is a Bit Strong But...»                                      | 4:28     |  |
| 11. | «When the Sun Goes Down»                                                       | 3:20     |  |
| 12. | «From the Ritz to the Rubble»                                                  | 3:13     |  |
| 13. | «A Certain Romance»                                                            | 5:31     |  |

## Personal

#### Arctic Monkeys
- Alex Turner: voz, coros, guitarra principal y rítmica, percusión

- Jamie Cook: guitarra rítmica y principal, coros

- Andy Nicholson: bajo, coros

- Matt Helders: batería, percusión, coros

#### Técnico
- Jim Abbiss: producción, grabación, mezcla en «Mardy Bum»
- Alan Smyth: producción en «Mardy Bum», grabación adicional en «When the Sun Goes Down»
- Ewan Davies: grabación
- Andreas Bayr: grabación en «Mardy Bum»
- Simon Barnicott: mezcla
- Owen Skinner: asistente de mezcla

#### Diseño
- Juno Liverpool: diseño
- Alexandra Wolkowicz: fotografía
- Andy Brown: fotografía

## Sencillos
- «I Bet You Look Good on the Dancefloor» es el primer sencillo del álbum, lanzado el 17 de octubre de 2005 bajo Domino Records.
- «When the Sun Goes Down» es el segundo sencillo del álbum, lanzado el 16 de enero de 2006 bajo Domino Records.

## Premios
- 5th greatest British album - NME, enero de 2006
- Mercury Prize Album of the Year, septiembre de 2006
- Best Album - Q Awards, octubre de 2006
- Album of the Year - NME, diciembre de 2006
- Album of the Year - Revista Crossbeat (Japón), diciembre de 2006
- Album of the Year - Revista TIME, diciembre de 2006 Archivado el 18 de enero de 2007 en Wayback Machine.
- Album of the Year - Revista Hot Press (Irlanda), diciembre de 2006
- Best International Album - Meteor Music Awards (Irlanda), febrero de 2007
- Best British Album - 2007 Brit Awards, febrero de 2007
- Album of the Year Rolling Stone Türkiye

## Posiciones en listas de popularidad

### Sencillos
| Año  | Sencillo                                | RU  | US Hot 100 | US Modern Rock | AUS  | NED  | IRL  | FRA   | NZ   | ALE  | DIN  | PRT |
| ---- | --------------------------------------- | --- | ---------- | -------------- | ---- | ---- | ---- | ----- | ---- | ---- | ---- | --- |
| 2005 | «I Bet You Look Good on the Dancefloor» | # 1 | # 103      | # 9            | # 18 | -    | # 12 | # 100 | # 14 | -    | # 15 | -   |
| 2005 | «When the Sun Goes Down»                | # 1 | -          | -              | # 26 | # 11 | # 11 | -     | -    | # 89 | -    | # 1 |

### Álbum
| País     | RU  | AUS | IRL | FIN | JPN | NED  | NZ   | CH   | DIN  | SUI  | FRA  | BEL  | AUT  | USA  | SWE  | ITA  | CAN  |
| Posición | # 1 | # 1 | # 1 | # 8 | # 9 | # 13 | # 15 | # 15 | # 16 | # 16 | # 17 | # 19 | # 23 | # 24 | # 26 | # 40 | # 46 |

| Predecesor: Stars of CCTV por Hard-Fi                                               | UK Albums Chart álbum #1 29 de enero - 19 de febrero de 2006 | Sucesor: In Between Dreams por Jack Johnson |
| Predecesor: Sing-A-Longs and Lullabies for the Film Curious George por Jack Johnson | ARIA Charts álbum #1 27 de febrero de 2006                   | Sucesor: Face to Face por Westlife          |